# ذا سيمز 3: أمبشنس
ذا سيمز 3: أمبشنس (بالإنجليزية: The Sims 3: Ambitions)‏ هي لعبة فيديو إستراتيجية عيش حياة وهي تكملة للعبة ذي سيمز 3، تم طرحها في سنة 2010، أضافت هذه اللعبة المزيد من الوظائف والأشياء الميكيانيكية ألتي يمكن التحكم بها في اللعبة.